# Yue yuan hua hao
Yue yuan hua hao is een kort Standaardmandarijns liedje. Dat populair was in de jaren veertig van de twintigste eeuw. Het wordt oorspronkelijk gezongen door de Chinese zangeres Zhou Xuan. Het lied gaat over liefde en de natuur die dat uitbeeldt.

## De tekst van het lied, intraditionele Chinese karakters
浮雲散 明月照人來
團圓美滿今朝最
清淺池塘 鴛鴦戲水
紅裳翠蓋 並蒂蓮開
雙雙對對 恩恩愛愛
這軟風兒向著 好花吹
柔情蜜意滿人間

## De tekst van het lied, invereenvoudigde Chinese karakters
浮云散 明月照人来
团圆美满今朝最
清浅池塘 鸳鸯戏水
红裳翠盖 并蒂莲开
双双对对 恩恩爱爱
这软风儿向着 好花吹
柔情蜜意满人间

## De tekst van het lied, inHanyu Pinyin
fú yún sǎn míng yuè zhào rén lái
tuán yuán měi mǎn jīn zhāo zuì
qīng jiān chí táng yuān yang xì shuǐ
hóng cháng cuì gài bìng dì lián kāi
shuāng shuāng duì duì ēn ēn ài ài
zhè ruǎn fēng ér xiàng zhāo hǎo huā chuī
róu qíng mì yì mǎn rén jiān

## Vertaling
De drijvende wolken komen los. De helder maan schijnt op de mensen.
De reünie is vandaag op z'n mooist.
De vijver maakt heldere watergeluiden. Het paartje mandarijneenden speelt in het water.
Rode jurk en jadekleurige top. Twee lotussen op één steel gaan open.
Paartje, paartje. Liefdevol, liefdevol.
Deze zachte wind gaat richting de mooie bloemen blazen.
Zachte liefde en honingzoete ideeën zitten in de mensen.